# Jnanpith Award
Der Jnanpith Award ist der wichtigste Literaturpreis Indiens. Er wurde 1961 gestiftet und wird seit 1965 jährlich vergeben. Preisträger können indische Staatsbürger sein, die in einer der offiziellen indischen Sprachen schreiben. Der Preis ist mit 250.000 Rupien dotiert. Bis 1981 wurde er für ein einzelnes Werk vergeben, seit 1982 würdigt er einen Schriftsteller, der einen wichtigen Beitrag zur indischen Literatur geleistet hat.

## Liste der Preisträger
(Jahr – Name – Werk – Sprache)
- 1965: Shankara Kurup – Odakkuzhal – Malayalam
- 1966: Tarashankar Bandyopadhyay – Ganadevta – Bengalisch
- 1967: K. V. Puttappa – Sri Ramayana Darshanam – Kannada
- 1967: Uma Shankar Joshi – Nishitha – Gujarati
- 1968: Sumitranandan Pant – Chidambara – Hindi
- 1969: Firaq Gorakhpuri – Gul-e-Naghma – Urdu
- 1970: Viswanatha Satyanarayana – Ramayana Kalpavrikshamu – Telugu
- 1971: Bishnu De – Smriti Satta Bhavishyat – Bengalisch
- 1972: Ramdhari Singh Dinkar – Urvashi – Hindi
- 1973: Dattatreya Ramachandaran Bendre – Nakutanti – Kannada
- 1973: Gopinath Mohanty – Mattimatal – Oriya
- 1974: Vishnu Sakaram Khandekar – Yayati – Marathi
- 1975: P. V. Akilandam – Chitttrappavai – Tamilisch
- 1976: Ashapurna Devi – Pratham Pratisruti – Bengalisch
- 1977: K. Shivaram Karanth – Mukkajjiya Kanasugalu – Kannada
- 1978: S. H. V. Ajneya – Kitni Navon Men Kitni Bar – Hindi
- 1979: Birendra Kumar Bhattacharya – Mrityunjay – Assamesisch
- 1980: S. K. Pottekkatt – Oru Desattinte Katha – Malayalam
- 1981: Amrita Pritam – Kagaj te Canvas – Panjabi
- 1982: Mahadevi Varma – Hindi
- 1983: Masti Venkatesh Ayengar – Kannada
- 1984: T. Sivasankara Pillai – Malayalam
- 1985: Pannalal Patel – Gujarati
- 1986: Sachidanand Rout Roy – Oriya
- 1987: Vishnu Vaman Shirwadkar Kusumagraj – Marathi
- 1988: C. Narayana Reddy – Telugu
- 1989: Qurratulain Hyder – Urdu
- 1990: V. K. Gokak – Kannada
- 1991: Subash Mukhopadhyay – Bengalisch
- 1992: Naresh Mehta – Hindi
- 1993: Sitakant Mahapatra – Oriya
- 1994: U. R. Ananthamurthy – Kannada
- 1995: M. T. Vasudevan Nair – Malayalam
- 1996: Mahasweta Devi – Bengalisch
- 1997: Ali Sardar Jafri – Urdu
- 1998: Girish Karnad – Kannada
- 1999: Nirmal Verma – Hindi
- 1999: Gurdial Singh – Panjabi
- 2000: Indira Goswami – Assamesisch
- 2001: Rajendra Keshavlal Shah – Gujarati
- 2002: Jayakanthan – Tamilisch
- 2003: Vinda Karandikar – Marathi
- 2004: Rahman Rahi – Kashmiri
- 2005: Kunwar Narayan – Hindi
- 2006: Ravindra Kelekar – Konkani
- 2006: Satya Vrat Shastri – Sanskrit
- 2007: O. N. V. Kurup – Malayalam[1]
- 2008: Akhlaq Mohammed Khan (Shahryar) – Urdu[1]
- 2009: Amar Kant und Shrilal Shukla – Hindi[2]
- 2010: Chandrashekhara Kambar – Kannada[2]
- 2011: Pratibha Ray – Oriya[3]
- 2012: Ravuri Bharadhwaja – Telugu[4]
- 2013: Kedarnath Singh – Hindi[5]
- 2014: Bhalchandra Nemade – Marathi
- 2015: Raghuveer Chaudhari – Gujarati
- 2016: Shankha Ghosh – Bengalisch
- 2017: Krishna Sobti – Hindi
- 2018: Amitav Ghosh – Englisch[6]
- 2019: Akkitham Achuthan Namboothiri – Malayalam[7]
- 2021: Nilamani Phookan – Assamesisch[8]
- 2022: Damodar Mauzo – Konkani[9]